# Debatik Curri
Debatik Curri (Pristina, Kosovo, 28 de diciembre de 1983) es un futbolista albanés. Juega de Defensa y su equipo actual es el Gençlerbirliği de la Superliga de Turquía. 

## Selección nacional
Ha sido internacional con la Selección de fútbol de Albania en 35 ocasiones. Lleva un gol con la selección, el cual lo convirtió el 11 de octubre de 2006 ante los Países Bajos en la clasifación a la Eurocopa 2008.

## Clubes
| Club            | País    | Año         |
| --------------- | ------- | ----------- |
| KF Prishtina    | Kosovo  | 2003 - 2005 |
| Vorskla Poltava | Ucrania | 2005 - 2010 |
| Gençlerbirliği  | Turquía | 2010 -      |